# Карпман Вадим Давидович
Вад́им Дав́идович Ќарпман (12 травня 1965, Харків) — ізраїльський (до 1995 року — український) шахіст, міжнародний майстер (1991), срібний призер чемпіонату України 1987 року.

## Біографія
Вадим Карпман народився у Харкові. Закінчив Харківський інститут фізкультури. З 1995 року проживає в Ізраїлі.
Його шаховим тренерами були Михайло Хануков, Володимир Ельянов. Призер чемпіонату Харкова 1982 року (2—3 місце). Учасник відбіркового турніру Кубка світу (Бєлгород, 1989, 2—10 місця), чемпіонату СРСР серед молодих майстрів (1990, 5—6 місця), а також відбіркових турнірів чемпіонатів СРСР 1987 та 1988 років.
Учасник декількох фінальних турнірів чемпіонатів України (найкращий результат — друге місце у 1987 році).
Переможець меморіалу Черняка (Тель-Авів, 1995).
Був тренером гросмейстера Олександра Моїсеєнка.

## Турнірні результати

### Чемпіонати України
Вадим Карпман зіграв у чотирьох фінальних турнірах чемпіонатів України, набравши загалом 19 очок з 40 можливих (без врахування результатів 1980 року).
| Рік  | Місто       | Турнір                            | + | − | = | Результат | Місце  |
| ---- | ----------- | --------------------------------- | - | - | - | --------- | ------ |
| 1980 | Харків      | 49-й чемпіонат України            |   |   |   | ? з 13    | ?      |
| 1986 | Луцьк       | Півфінал 55-го чемпіонату України |   |   |   | 7½ з 11   | 4—6    |
| 1987 | Миколаїв    | 56-й чемпіонат України            | 5 | 1 | 9 | 9½ з 15   | Silver |
| 1988 | Львів       | 57-й чемпіонат України            | 3 | 6 | 6 | 6 з 15    | 12—15  |
| 1990 | Сімферополь | 59-й чемпіонат України            | 1 | 4 | 5 | 3½ з 10   | 10     |

### Інші турніри
| Рік  | Місто     | Турнір                                   | + | − | = | Результат | Місце |
| ---- | --------- | ---------------------------------------- | - | - | - | --------- | ----- |
| 1982 | Харків    | Чемпіонат Харкова                        |   |   |   | з         | —3    |
| 1987 | Павлоград | Відбірковий турнір 55-го чемпіонату СРСР |   |   |   | 6 з 11    | 8—15  |
| 1988 | Ужгород   | Відбірковий турнір 56-го чемпіонату СРСР | 3 | 2 | 6 | 6 з 11    | 14—17 |
| 1990 | Мінськ    | Чемпіонат СРСР серед молодих майстрів    | 4 | 3 | 6 | 7 з 13    | 5—6   |
| 1995 | Тель-Авів | Меморіал Черняка                         | 4 | 0 | 7 | 7½ з 11   | Gold  |